# Ilona Grübel
Ilona Grübel (Monaco di Baviera, 23 settembre 1950) è un'attrice tedesca, attiva in campo cinematografico e - soprattutto - televisivo dalla metà degli anni sessanta.
Tra i suoi ruoli più noti, figurano quello della spia Carla nel film di Arthur Penn Target - Scuola omicidi (1985) e quello di Katarina Gessner nella serie televisiva La clinica della Foresta Nera (1985-1988). In totale, ha partecipato sinora, tra cinema e televisione, ad un'ottantina di produzioni.

## Biografia
All'età di otto anni partecipa a radiotrasmissioni e dall'età di dodici anni fa i primi passi davanti alla cinepresa. A 17 anni ottenne il premio Bundesfilmpreis per la più giovane attrice.
Dopo la maturità studia psicologia, mentre continua l'attività teatrale. Era attiva nelle diverse produzioni tedesche e internazionali, per esempio, Un caso per due, Eurocops, L'ispettore Derrick e Der Kommissar. Nel film Target - Scuola omicidi di Hollywood appariva al fianco di Gene Hackman e Matt Dillon. Dalla metà degli anni '80 ebbe molta popolarità con La clinica della Foresta Nera, nel ruolo della dottoressa Katharina Gessner.
Oggigiorno è attiva anche come esperta di comunicazione. Ha due figli: un maschio e una femmina.

## Filmografia parziale

### Cinema
- Paarungen, regia di Michael Verhoeven (1967; ruolo: Judith)
- Peter e Sabine due corpi... un amore (Peter und Sabine, 1968; ruolo: Sabine)
- Die Jungfrauen von Bumshausen (1970)
- Jonathan, regia di Hans W. Geissendörfer (1970, ruolo: Eleonore)
- Target - Scuola omicidi, regia di Arthur Penn (1985; ruolo: Carla)
- Die Bar, regia di Claudia Holz (2007; ruolo Renate)

### Televisione
- Alarm in den Bergen (serie TV, 1 episodio, 1965)
- Der Kirschgarten, regia di Peter Zadek (film TV, 1966)
- Altaich (1968; ruolo: Mathilde Hobbe)
- Pole Poppenspäler (1968)
- Kinder fallen nach oben (1969; ruolo: Liliane Laorche)
- Herzblatt oder Wie sag' ich's meiner Tochter? (1969)
- Familie Mack verändert sich (serie TV, 1969; ruolo: Doris Mack)
- Der Kommissar (serie TV, 1 episodio, 1969; ruolo: Hanna Heinichen)
- Unwichtiger Tag (1970)
- Morgen, ein Fenster zur Straße (1970; ruolo: Brigitte Gerlach)
- Der Kommissar (serie TV, 1 episodio, 1970; ruolo: Kati Vogt)
- Dreißig Silberlinge (1971; ruolo: Pamela)
- Flick-Flack (1971; ruolo: Hannette)
- Der Ehestreik (1971; ruolo: Hanni)
- Tatort (serie TV, 1 episodio, 1971; ruolo: Angelica Wagner)
- Mucki (1972)
- Die Lokalbahn (1972)
- Marie (1972)
- Der Kommissar (serie TV, 1 episodio, 1973; ruolo: Ursula Rudek)
- Du stirbst nicht allein - Ein deutscher Kriegspfarrer in Paris (1973)
- Ein Fall für Goron (1973; ruolo: Anise Gouffé)
- Ein unheimlich starker Abgang (1973)
- Polizeiinspektion 1 (serie TV, 1 episodio, 1977; ruolo: Theres Ainmiller)
- Beate S. (miniserie TV, 1979; ruolo: Uschi)
- Tatort (serie TV, 1 episodio, 1979; ruolo: Sylvia)
- Goldene Zeiten (miniserie TV, 1981; ruolo: Victoria Vollmer)
- Polizeiinspection 1 (serie TV, 2 episodi, 1982-1983; ruolo: Fee von Ehrenstein)
- Die Geschwister Oppermann, regia di Egon Monk (miniserie TV, 1983; ruolo: Sybil)
- Tatort (serie TV, 1 episodio, 1983; ruolo: Ruh Steinemann)
- L'ispettore Derrick (Derrick, serie TV, 1 episodio, 1983; ruolo: Inge Holz)
- Goldene Zeiten - Bittere Zeiten (1984; ruolo: Victoria Vollmer)
- Soko 5113 (serie TV, 29 episodi, 1984-...; ruolo: Evelyn Kreiner)
- Polizeiinspektion 1 (serie TV, 1 episodio, 1985; ruolo: Marta Vollner)
- Tatort (serie TV, 1 episodio, 1985; ruolo: Ariane Plessing)
- La clinica della Foresta Nera (Die Schwarzwaldkilinik, serie TV, 1985-1988; ruolo: Katarina Gessner)
- Symphonie (serie TV, 1986)
- Der Krähenbaum (1987)
- Facciaffittasi (miniserie TV, 1987)
- Hessische Geschichten (serie TV, 1 episodio, 1989)
- Hotel Paradies (serie TV, 3 episodi, 1990)
- Il prato delle volpi (miniserie TV, 1990; ruolo: Helga)
- L'ispettore Derrick (Derrick, serie TV, 1 episodio, 1992; ruolo: Katrin Kramer)
- Eurocops (serie TV, 1 episodio, 1993)
- Hessische Geschichten (serie TV, 1 episodio, 1994)
- Schwarz greift ein (serie TV , 4 episodi, 1994)
- Solange es die Liebe gibt (serie TV, 11 episodi, 1996)
- Dr. Stefan Frank - Der Arzt, dem die Frauen vertrauen  (serie TV, 1 episodio, 1997)
- Im Fegefeuer der Lust (1998)
- Un caso per due (Ein Fall für zwei, serie TV, 1 episodio, 2001)
- Rosamunde Pilcher - Kinder des Glücks, regia di Michael Stanke (film TV, 2002; ruolo: Betty Summers)
- Il nostro amico Charly (Unser Charly, serie TV, 1 episodio, 2002)
- La nostra amica Robbie (Hallo Robbie!, serie TV, 1 episodio, 2002)
- Virus au paradis (2003)
- Un caso per due (Ein Fall für zwei, serie TV, 1 episodio, 2003)
- Mama und der Millionär, regia di Gloria Behrens (film TV, 2005)
- Un caso per due (Ein Fall für zwei, serie TV, 1 episodio, 2005)
- Squadra Speciale Vienna (SOKO Wien, serie TV, 1 episodio, 2006)
- Inga Lindström - Der Zauber von Sandbergen, regia di Karola Meeder (film TV, 2008; ruolo: Greta Sigge)
- Il commissario Kress (Der Alte, serie TV, 4 episodi, 2009; ruolo: Inka Schneider)